# Hugo Camps
Hugo Camps (Molenstede, 12 mei 1943 – Knokke, 29 oktober 2022) was een Belgisch journalist, columnist en schrijver. Hij publiceerde in zowel Belgische als Nederlandse tijdschriften en schreef verschillende boeken over met name voetbal en wielrennen. Hij was meer dan vijfendertig jaar verbonden aan Elsevier Weekblad, waarvoor hij wekelijks een interview schreef en tot zijn overlijden een column over sport. 

## Loopbaan
Na zijn studie filosofie aan de Katholieke Universiteit Leuven werkte hij als (oorlogs)verslaggever in Vietnam, Chili, waar hij de staatsgreep van 1973 versloeg en het Midden-Oosten. Daarna werd hij hoofdredacteur van Het Belang van Limburg. Halverwege de jaren 90 maakte Camps voor de VRT sportportretten, in 1996 volgde een serie sportinterviews voor Teleac onder de naam "Enkel Spel".
Sinds 1986 werkte hij voor het opinieweekblad Elsevier. Hij maakte interviews met Nederlandse, Franse en Belgische topsporters, politici, chef-koks, columnisten, hoofdredacteuren, schrijvers, entertainers, toneelspelers, zangers, ondernemers en acteurs. 
Ook publiceerde het NRC Handelsblad 26 jaar lang (1993-2019) sportcolumns van hem. Hij zette de column daarna voort (tot zijn overlijden) in Elsevier Weekblad. Daarnaast schreef Camps columns voor De Morgen, P-Magazine en De Toestand. 
Camps verscheen regelmatig op de Nederlandse en Vlaamse televisie. Zo was hij één van de vaste gasten in het Nederlandse sportprogramma Sport aan Tafel en ook in de beginjaren van het voetbalpraatprogramma Voetbal Insite maakte Camps regelmatig zijn opwachting.

## Persoonlijk
Camps had twee dochters en woonde de laatste jaren van zijn leven in Knokke. Hij overleed op 79-jarige leeftijd na een kort verblijf in het ziekenhuis.

## Onderscheidingen
- In 1988 werd hij ridder in de Orde van Leopold II.
- In 2007 kreeg hij de bronzen legpenning van het Lucas-Ooms Fonds.
- Ter gelegenheid van zijn dertigjarige verbintenis met Elsevier Weekblad werd hij 2 maart 2016 benoemd tot ridder in de Orde van Oranje Nassau. Hij kreeg die dag, in aanwezigheid van onder anderen de voormalige Belgische premier Guy Verhofstadt, de bijbehorende versierselen uitgereikt door de Nederlandse ambassadeur in België, Maryem van den Heuvel, tijdens lunch op haar residentie in Brussel.[4]

## Boeken
- Kousen halfstok, Amsterdam, Thomas Rap, 1992
- Constant Vanden Stock: één leven, twee carrières, Leuven, Kritak; Amsterdam, Thomas Rap, 1993
- Tussen wieg & gras: voetbalverhalen, Amsterdam etc., De Arbeiderspers, 1994
- Een roos te weinig: twintig vrouwen over leven en welzĳn,  Amsterdam, Thomas Rap, 1994
- Schuldige idealen: bespiegelingen opgetekend door Hugo Camps, Breukelen, Nĳenrode University Press, 1995
- Geluk heeft veters: voetbalinterviews, Amsterdam, Thomas Rap, 1996
- Ritueel van heimwee, Zoeterwoude, De Uitvreter, 1996
- Omgewaaid staat netjes, Ambo/Anthos, 1998
- Ik kan niet tegen gemakzucht: interview met Sergio Herman, [S.l.] : [s.n.], 2002
- In de ogen: vĳftig meesterlĳke gesprekken, Amsterdam, Prometheus, 2003
- Demarrage in geluk: interviews met wielerhelden, Amsterdam, Elsevier, 2007
- Lekker Eten, Elsevier, 2008
- Belgen, 29 interviews over Nederland, Vlaanderen en Wallonië, Amsterdam, Elsevier Boeken, 2011
- Bert van Marwijk, 2012
- Koers / druk 1: de beste wielerverhalen, 2013
- Een eerlijk eikenhouten schot, 2014
- Frankrijk en de Fransen, Brigitte Bardot en andere interviews en reportages, Amsterdam, Elsevier Weekblad, 2017

## Biografie
- Manu Adriaens, Camps 75: een leven van inkt, nylons en masseerolie, Uitgeverij Borgerhoff & Lamberigts, 2018, ISBN 9789089318428

- Bibsys: 11061465
- Bibliothèque nationale de France: cb14404780s (data)
- Digitale Bibliotheek voor de Nederlandse Letteren: camp083
- Gemeinsame Normdatei: 1012434125
- International Standard Name Identifier: 0000 0000 4261 1345
- Library of Congress Control Number: n95067526
- MusicBrainz: 64764621-6883-4dfe-82e4-e5d2f2f1e224
- Nederlandse Thesaurus van Auteursnamen: 100964346
- Virtual International Authority File: 7601315
- WorldCat: E39PBJrgFRcKt4FpKQCcxpCRKd